# Craugastor aenigmaticus
Craugastor aenigmaticus is een kikker uit de familie Craugastoridae. De soort komt voor in Midden-Amerika.

## Wetenschappelijke beschrijving
Taxonomisch onderzoek naar de Craugastor podiciferus-soortengroep leidde in 2018 en 2019 tot de beschrijving van enkele nieuwe soorten uit oostelijk Costa Rica en westelijk Panama. Craugastor aenigmaticus werd wetenschappelijk beschreven in 2018 door Arias, Chaves en Parra-Olea.

## Verspreidingsgebied
Craugastor aenigmaticus leeft in nevelwouden op hoogtes tussen 2.330 en 2.700 meter boven zeeniveau in de Cordillera de Talamanca in oostelijk Costa Rica en westelijk Panama. Het holotype is afkomstig van de Cerro Arbolado in het Internationaal park La Amistad in de Costa Ricaanse provincie Puntarenas. Andere waarnemingen zijn gedaan bij de Cerro Hakú, de Cerro Utyum en de Valle del Silencio in La Amistad in de provincies Limón en Puntarenas en bij de Cerro Pando in Zona Protectora Las Tablas op het grensgebied van Costa Rica en Panama.

## Uiterlijke kenmerken
Craugastor aenigmaticus onderscheidt zich van andere soorten uit de Craugastor podiciferus-soortengroep door zijn unieke kleurenpatroon: een violetbruine buik met een witgekleurd blokkenpatroon en een donkerbruine rug met opvallende witte plooien. Het holotype heeft een lichaamslengte van 40 millimeter.

## Leefwijze
Er is weinig bekend over de leefwijze van Craugastor aenigmaticus. Het is een op de bosbodem levende soort.
1. ↑  (en) Craugastor aenigmaticus op de IUCN Red List of Threatened Species.